# Architecte diocésain
L'architecte diocésain est, en France sous le Concordat (1801-1905), le responsable des travaux à exécuter sur les édifices du diocèse.

## Historique
Jusqu'en 1824, le préfet, en accord avec l’évêque, désigne l'architecte du diocèse. Ce dernier est chargé des travaux aux édifices paroissiaux, subventionnés depuis 1802 par la Direction générale des cultes (ministère de l'Intérieur). À partir de 1824, le nouveau ministère des Affaires ecclésiastiques et de l'Instruction publique finance également l'entretien et la construction des cathédrales, évêchés et séminaires.
En 1848, l'architecte diocésain devient un fonctionnaire nommé par le ministre, sur avis du préfet et de l’évêque.
La fonction d'architecte diocésain est supprimée en 1905 avec l'adoption de la loi de séparation des Églises et de l'État.

## Sources
- Les édifices de culte sous le régime du Concordat
- Petit historique des monuments historiques et des fonds de la Médiathèque : la Direction des cultes
- Philippe Dufieux, préf. Jean-Michel Leniaud, Le mythe de la primatie des Gaules : Pierre Bossan (1814-1888) et l'architecture religieuse en Lyonnais au XIXe siècle, Presses universitaires de Lyon, 2004, p. 73 (Google Books)